# Comuna Verbivka, Rojneativ
Verbivka (în ucraineană Вербівка) este o comună în raionul Rojneativ, regiunea Ivano-Frankivsk, Ucraina, formată din satele Topilske și Verbivka (reședința).

## Demografie
Componența lingvistică a comunei Verbivka
     Ucraineană (99,81%)
     Alte limbi (0,19%)
Conform recensământului din 2001, majoritatea populației comunei Verbivka era vorbitoare de ucraineană (99,81%), existând în minoritate și vorbitori de alte limbi.